# IBM Cloud
IBM Cloud (fino al 2017 noto come Bluemix) è un servizio platform as a service (PaaS) per sistemi cloud sviluppato da IBM.   Basato sulla piattaforma Cloud Foundry, viene eseguito su infrastrutture informatiche SoftLayer. IBM Cloud supporta diversi linguaggi di programmazione, tra cui Java, Node.js, Go, PHP, Swift, Python e Ruby on Rails; inoltre può essere esteso per il supporto ad altri linguaggi come Scala attraverso l'uso dei buildpack (ovvero un insieme di script necessari a preparare il codice per l'esecuzione sul cloud). Grazie all'approccio DevOps,  il servizio consente di compilare, eseguire, pubblicare e gestire applicazioni all'interno dell'ambiente cloud.

## Storia
La versione beta di Bluemix venne annunciata ufficialmente da IBM il 24 febbraio 2014 dopo un lungo periodo di sviluppo durato 18 mesi. Nel luglio del 2014 il servizio fu reso disponibile a tutti sul mercato.
Ad aprile del 2015 Bluemix includeva una suite di oltre 100 strumenti di sviluppo di applicazioni in cloud e contava 83.000 utenti registrati nella sola India; ciononostante, ad un anno dalla commercializzazione ufficiale, il servizio offerto da IBM aveva ottenuto una piccola quota di mercato nel settore delle piattaforme cloud, restando sostanzialmente indietro rispetto ai principali concorrenti, ovvero Microsoft Azure ed Amazon Web Services. Anche ad agosto del 2016 la situazione rimaneva pressoché immutata.
Nel mese di ottobre del 2017 IBM annunciò la fusione del brand Bluemix in quello IBM Cloud.

## Serverless tramite Apache OpenWhisk
IBM Cloud include anche un servizio function as a service (FaaS), ovvero un sistema serverless costruito attraverso la piattaforma open source Apache OpenWhisk, il cui codice sorgente originario è stato donato da IBM. Tale sistema, equiparabile ad AWS Lambda, consente di chiamare una specifica funzione in risposta ad un evento senza che lo sviluppatore si debba occupare di gestire le risorse.